# Rektaldrüse
Die Rektaldrüse ist ein Organ der Knorpelfische (Chondrichthyes), das dazu dient, Natriumchlorid-Ionen (NaCl) auszuscheiden. Da der Körper der Knorpelfische weniger NaCl als das umgebende Meerwasser enthält, diffundiert ständig NaCl hinein.
Die einzelnen Rektaldrüsen sind schlauchförmig und enden blind. Sie münden in einen gemeinsamen Gang, der in den letzten Abschnitt des Darms endet. Dort wird eine konzentrierte Salzlösung ausgeschieden, deren Salzkonzentration etwas höher sein kann als die des Meerwassers.
Bei den Süßwasserstechrochen (Potamotrygonidae), die dauerhaft in Süßgewässern leben und auch kleine Salzkonzentrationen im Wasser nicht mehr vertragen, sind die Rektaldrüsen reduziert und funktionslos.